# Landesgericht Steyr
Das Landesgericht Steyr (kurz: LG Steyr) ist eines von 20 Landesgerichten in Österreich.

## Geschichte
Das Landesgericht Steyr wurde 1850 als Kreisgericht für den gleichnamigen Kreis gegründet. Bis 1993 war die amtliche Bezeichnung Kreisgericht Steyr.

## Aufgaben
Als Landesgericht obliegt ihm in zweiter Instanz die Behandlung der Rechtsmittel gegen Entscheidungen der Bezirksgerichte. Grundsätzlich ist es für Zivilsachen bei einem 15.000 € übersteigenden Streitwert in erster Instanz zuständig. Bestimmte Rechtssachen fallen jedoch unabhängig vom Streitwert in die Zuständigkeit der Bezirksgerichte. Für Strafsachen ist es in erster Instanz zuständig, wenn die Strafandrohung über einem Jahr liegt. Bestimmte Strafsachen fallen auch bei geringerer Strafdrohung in seine Zuständigkeit.
Rechtsmittelinstanz für Entscheidungen des Landesgerichtes Steyr ist das Oberlandesgericht Linz.

## Gebäude

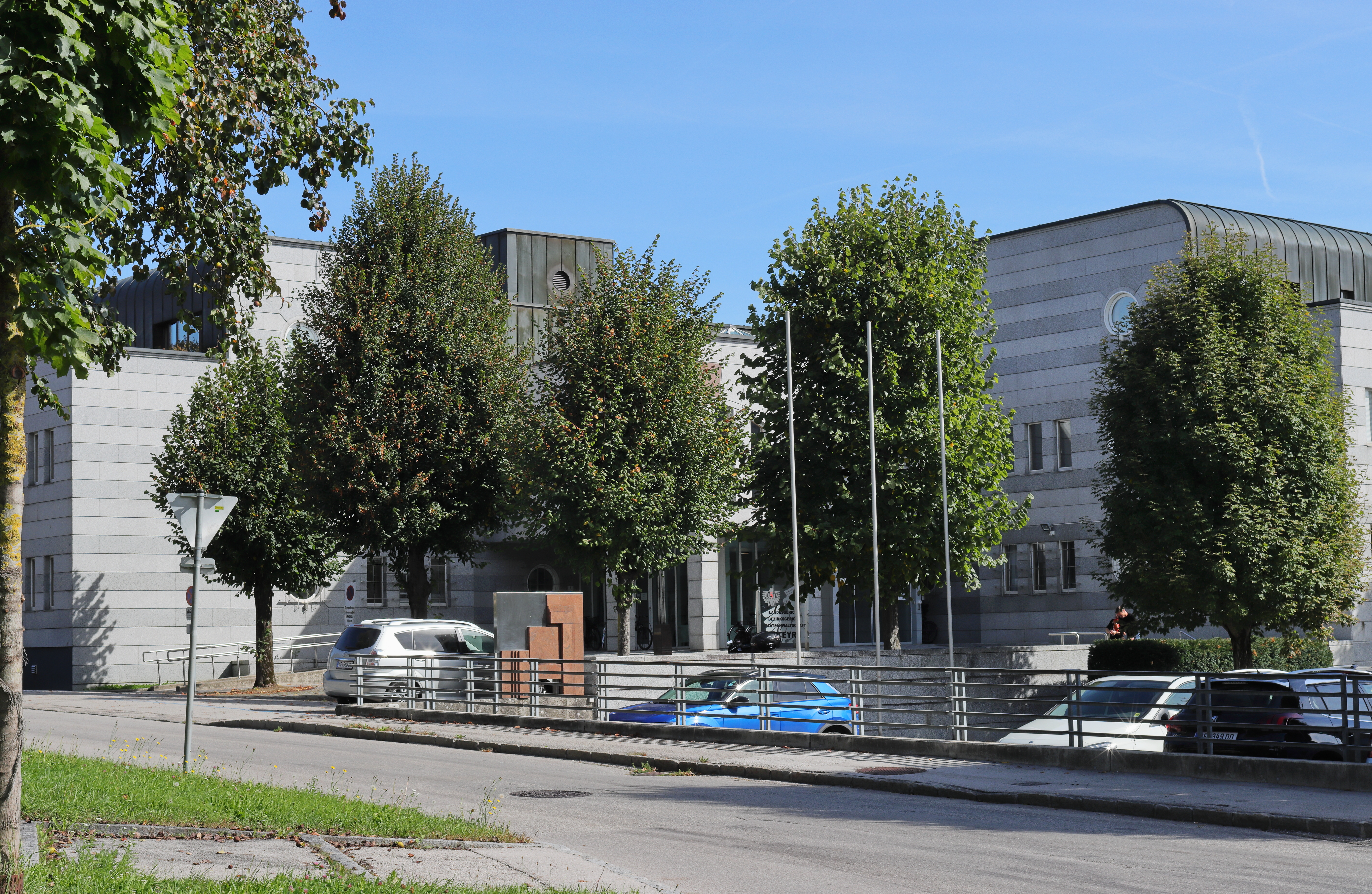
Landesgericht in der Spitalskystraße

Das Landesgericht Steyr befindet sich seit Ende 1986 im Gebäude Spitalskystraße 1, in dem sich die Räumlichkeiten des Bezirksgerichtes Steyr und der Staatsanwaltschaft Steyr befinden.
Ursprünglich war das Landesgericht Steyr im Kreisgerichtsgebäude (Stadtplatz 13) in Steyr untergebracht. Dieses Gebäude wurde 1847 als „Kreisamtsgebäude“ errichtet und war zunächst Sitz des k.k. Amtsgerichts. In der Nähe (Berggasse 6) befindet sich als gerichtliches Gefangenenhaus die Justizanstalt Steyr. 1912/1913 wurde das Gerichtsgebäude durch einen Zu- und Umbau erweitert, eine weitere 1962 geplante Aufstockung scheiterte allerdings aus stadtbildpflegerischen Gründen.

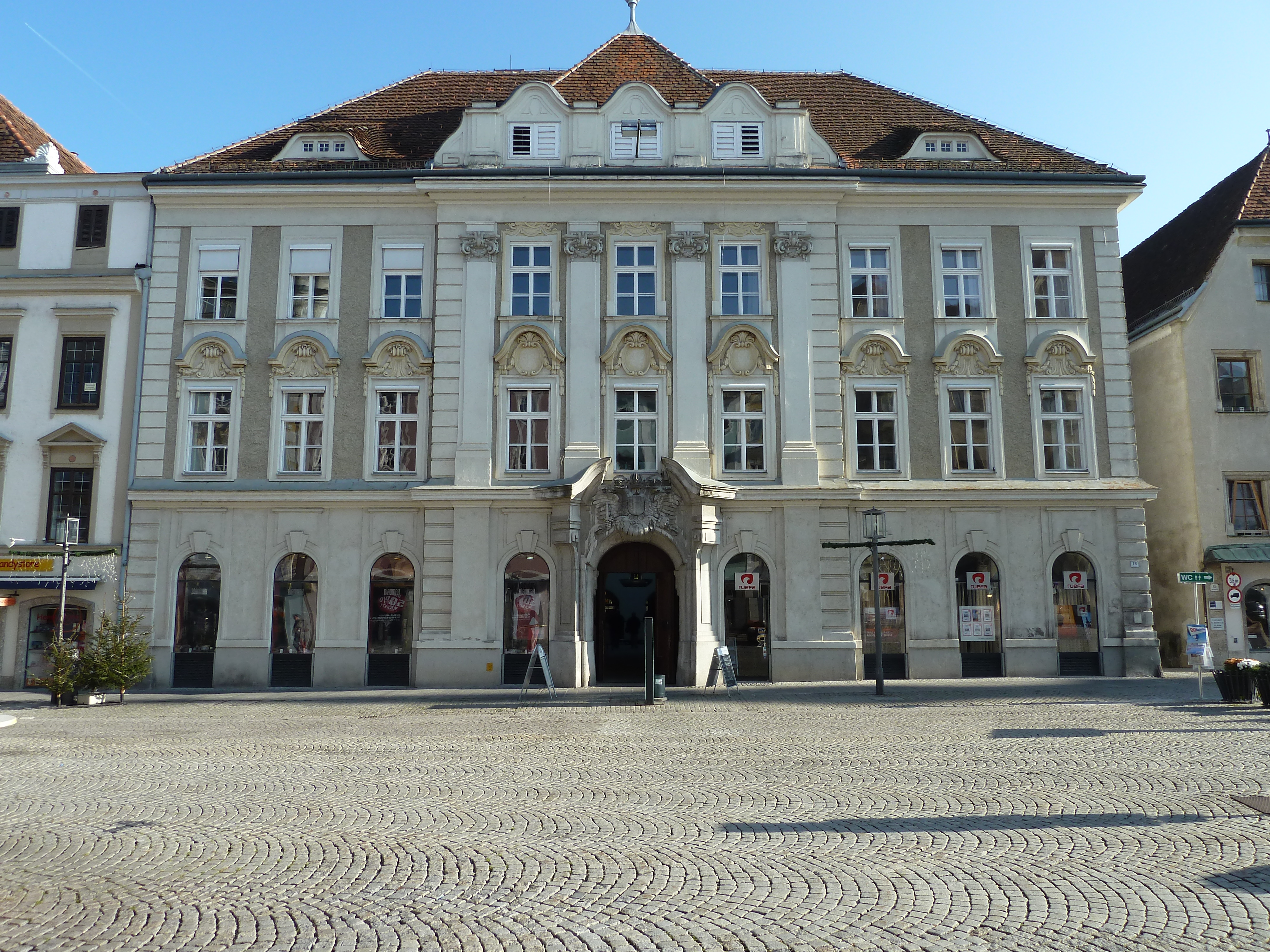
Ehemaliges Kreisgericht am Stadtplatz

Auf Grund zunehmender Raumknappheit wurde Ende der 1970er Jahre beschlossen, den Standort am Stadtplatz zu räumen und in einen Neubau in der Spitalskystraße zu übersiedeln. Die Aufnahme des Dienstbetriebes im neuen Gerichtsgebäude erfolgte am 23. Dezember 1986. Das alte Gerichtsgebäude am Stadtplatz 13 wird heute als Hartlauer-Passage genutzt.